# أواجي (هيوغو)
مدينة أواجي (بالإنجليزية: Awaji)‏ هي أحد المدن التابعة لمحافظة هيوغو في اليابان، تأسست رسميًا في 1 أبريل 2005. ويقدر عدد سكانها بـ 47849 نسمة حسب تقدير مكتب الإحصاء الياباني لعام 2012. تبلغ مساحة أواجي 184.21 كم2. بكثافة سكانية تبلغ 260 نسمة/كم2.